# أسفل كمروت (حبيل جبر)

تعديل مصدري - تعديل

اسفل كمروت هي إحدى قرى عزلة حبيل جبر بمديرية حبيل جبر التابعة لمحافظة لحج، بلغ تعداد سكانها 23 نسمة حسب تعداد اليمن لعام 2004.